# Layli Goobalay

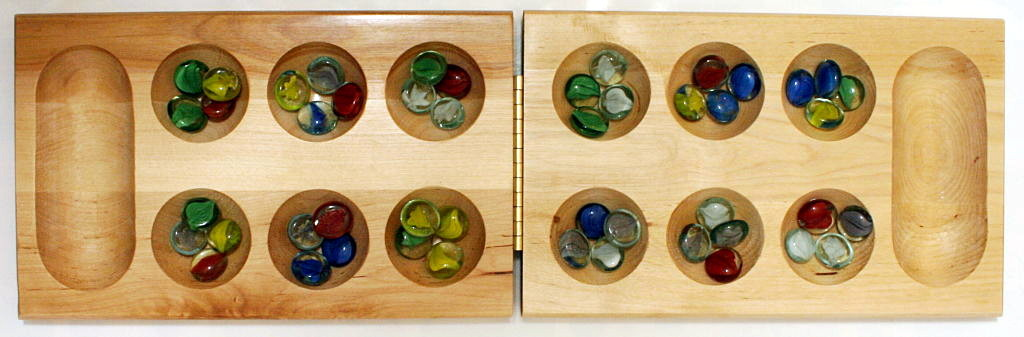
Il Layli Goobalay si gioca con un tavoliere e un equipaggiamento identico a quello di altri mancala, come il Wari

Il Layli Goobalay o Layli Goobaly è un gioco della famiglia dei mancala diffuso nel Somaliland. Il significato letterale del nome, in lingua somala, significa "esercitarsi con i cerchi". Una variante semplificata giocata dai bambini viene chiamata Tampoduo in Ghana e Ayo J'odu in Nigeria. Il gioco è estremamente simile all'Enkeshui dei Masai.

## Regole

### Tavoliere e disposizione iniziale
Il Layli Goobalay utilizza un tavoliere composto da 2 file di 6 buche e 48 pezzi (semi), disposti inizialmente in numero di 4 per buca (equipaggiamento e situazione di partenza sono esattamente come nel Wari). Ciascun giocatore possiede la fila di buche più vicina a lui.

### Turno
Il giocatore di turno preleva tutti i semi da una buca e li distribuisce secondo una semina antioraria, senza saltare nessuna buca. Se l'ultimo seme cade in una buca non vuota e che non sia Uur (vedi sotto), il giocatore preleva tutti i semi dalla buca e continua la semina ("semina a staffetta"). Il turno quindi termina quando l'ultimo seme cade in una buca vuota o in una buca Uur. In questo caso:
- se la buca è Uur, non accade nulla;
- se la buca è vuota ed è nella fila avversaria, non accade nulla;
- se la buca è vuota ed è nella fila del giocatore di turno, ma la buca antistante è vuota, non accade nulla;
- se la buca è vuota, è nella fila del giocatore di turno, e la buca antistante non è vuota, avviene una cattura, con due possibili conseguenze:
  - se la buca antistante contiene 3 semi, ne viene prelevato 1 e posto nella buca in cui è caduto l'ultimo seme della semina. Le due case antistanti si trovano ad avere 2 semi ciascuna. Entrambe vengono dette Uur ("incinte") ed entrambe diventano proprietà del giocatore di mano.
  - se la buca antistante contiene un altro numero di semi, tutti i semi della buca e l'ultimo seme deposto nella semina vengono catturati dal giocatore di turno e rimossi dal gioco

Le buche Uur svolgono un ruolo simile a quello del "granaio" nel bao; non è possibile prelevare semi da quelle buche né per iniziare un turno né per proseguire una staffetta, ma è possibile depositare semi dentro di esse se una semina le attraversa. In questo modo, le buche Uur tendono ad "accumulare" semi.

### Fine del gioco
La partita termina quando uno dei due giocatori non è più in grado di muovere. Entrambi i giocatori raccolgono tutti i semi nelle proprie Uur, nelle buche delle rispettive file (escluse Uur) e li aggiungono a quelli catturati in precedenza. Vince la partita chi ha più semi.

### Partite multiple
Una partita nel senso sopra indicato viene normalmente intesa come una "mano" di una competizione su più partite (come nelle varianti asiatiche; vedi l'Ali Guli Mane e il Congklak). Per iniziare la seconda partita, i giocatori dispongono sul tavoliere i semi che hanno catturato nella partita precedente. Comincia il giocatore che possiede meno semi a disporre i propri semi nelle proprie buche; può scegliere liberamente come, ma deve disporre almeno un seme in ognuna delle sue buche. L'avversario dispone altrettanti semi, tenendo in mano (come già catturati) quelli in eccesso. Perde il giocatore che, alla fine di una mano, ha meno di 6 semi in mano.

## Tampoduo/Ayo J'odu
Nel Tampoduo o Ayo J'Odu le regole di cattura sono semplificate: la cattura avviene ogni volta che l'ultimo seme della semina cade in una buca vuota della fila del giocatore di turno, e la buca antistante nella file avversaria contiene semi.